# Inotai András
Inotai András (Szombathely, 1943. április 18.) magyar közgazdász, az MTA Világgazdasági Kutató Intézetének volt igazgatója.

## Élete
Professzor emeritus és kutatóprofesszor az MTA KRTK Világgazdasági Intézetében. 1991 és 2011 között az intézet igazgatója, előtte 1989 és 1991 között a Világbank munkatársa (Washington D.C.). Két évtizedig oktatott a College of Europe-on (Bruges, 1992-2013), 2002-ben a Columbia Egyetem meghívott professzora. Jelenleg[mikor?] is oktat a College of Europe varsói intézményében, a Zentrum für Europaeische Integration (Bonn) posztgraduális képzésén, valamint a European Online Academy-n (Berlin-Nice). Tagja a College of Europe, a Foundation for European Progressive Studies (FEPS, Brüsszel), a Progressive Economy (Brüsszel), a Bertelsmann Stiftung akadémiai, illetve tudományos tanácsának. Számos nemzetközi szakmai folyóirat szerkesztőbizottsági tagja.
Kutatási területei: a globalizáció, a regionális integrációk, különös tekintettel az EU fejlődésére, jelenkori kihívásaira, a gazdasági biztonság fő tényezői és növekvő jelentősége, az új EU-tagállamok összehasonlító elemzése, a magyar gazdaság aktuális és fejlesztésstratégiai kérdései.
2002-ben megkapta a Magyar Érdemrend parancsnoki keresztje kitüntetést.

## Tanulmányai
- 1962-67: Eötvös Loránd Tudományegyetem; német-spanyol bölcsész diploma
- 1975-77: Magyar Tudományos Akadémia; a közgazdaságtudományok kandidátusa
- 1989-91: Magyar Tudományos Akadémia; a közgazdaságtudományok doktora[6]

## Munkahelyei
- 2012 januárjától kutatóprofesszor, MTA KRTK Világgazdasági Intézet
- 1991-2011: igazgató, MTA Világgazdasági Kutatóintézet
- 1996-1998: Head of the Strategic Task Force on Integration into the European Union
- 1989-1991: Világbank, Trade Policy Division
- 1987-1989: igazgatóhelyettes, MTA Világgazdasági Kutatóintézet
- 1981-1989: kutatási igazgató, MTA Világgazdasági Kutatóintézet
- 1979-1980: tudományos főmunkatárs, MTA Világgazdasági Kutatóintézet
- 1972-1973: vendégprofesszor, San Marcos University, Lima, Peru
- 1971:  vendégkutató, Kiel, Institute for World Economy
- 1967-1979: tudományos munkatárs, MTA Világgazdasági Kutatóintézet[6]

## Publikációi
- European integration at a crossroads. International Issues and Slovak Foreign Policy Affairs, vol. XX. No. 4/2011, pp. 53–65.
- Anmerkungen zur ungarischen EU-Ratspraesidentschaft. Südosteuropa, 58. Jahrgang, Heft 4. 2010. pp. 620–632.
- The Impacts of Enlargement on the Central and Eastern Countries (2009): SNU-KIEP EU Centre Research Series 09-02, Seoul, Korea Institute for International Economic Policy (KIEP),  73 pp.
- Relaciones de Cuba con la Unión Europea: evolución, problemas y perspectivas / Andras Inotai, 247-278.p. In: Cuba, 2009 : Reflexiones en torno a los 50 anos de la revolución de Castro, ( 2009), ed. by Andrzej Dembicz. Warszawa : Centro de Estudios Latinoamericanos : Universidad de Varsovia,  362 pp.
- A változó Kína (China in Change, edited with Ottó Juhász) (2009) Budapest, Akadémiai Kiadó, 331 pp.
- The European Union and Southeastern Europe. Troubled Waters Ahead? (2007) Bruxelles, P.I.E. Peter Lang , („College of Europe Studies”, No. 7.). 414 pp.
- On the Way. Hungary and the European Union (1998), Budapest, Belvárosi K.-IBS,  230 pp.[6]